# Nagrody „Nowej Fantastyki”
Nagrody „Nowej Fantastyki” – nagrody literackie przyznawane od 2014 roku przez redakcję czasopisma „Nowa Fantastyka”. Do Nagród nominowane są książki i publikacje wydane w kalendarzowym roku poprzedzającym.
Od momentu ustanowienia Nagrody przyznawane są stale w dwóch kategoriach: Książka Roku oraz Reflektor (nagroda przyznawana młodemu autorowi, który zdaniem jury zasługuje swoim talentem na zwrócenie uwagi czytelników). Liczba kategorii rosła z biegiem lat – w roku 2020 przyznano aż 6 Nagród.
O tym, kto zostanie nominowany oraz do kogo ostatecznie powędrują wyróżnienia decyduje Jury Nagrody, w skład którego wchodzą redaktorzy „Nowej Fantastyki” i zaproszeni przez nich współpracownicy pisma.

## Kategorie

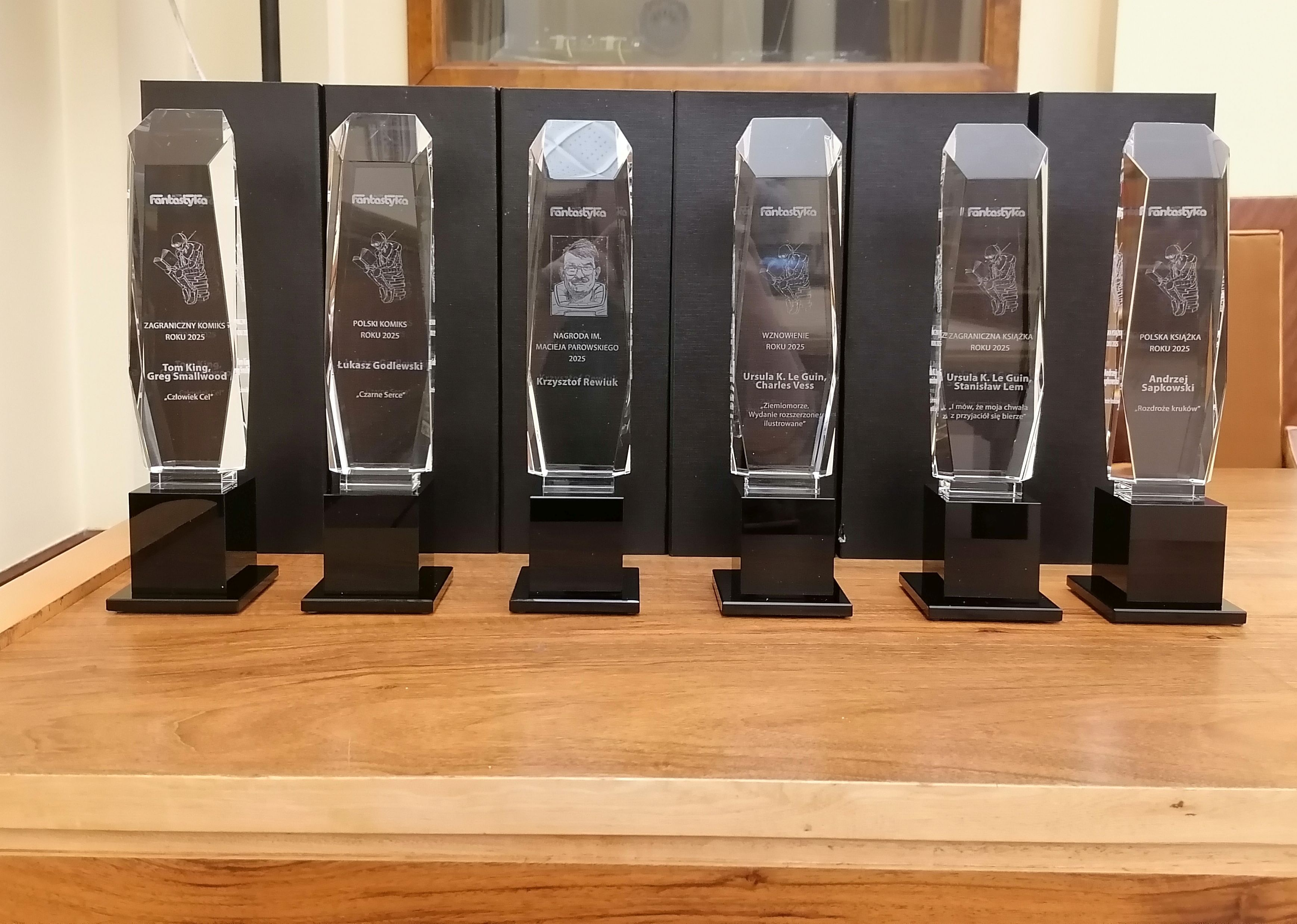
Statuetki nagród Nowej Fantastyki - 2025

Aktualnie Nagrody „Nowej Fantastyki” przyznawane są w kategoriach:
- Zagraniczna Książka Roku (od 2019 roku)
- Polska Książka Roku (od 2019 roku)
- Wznowienie Roku (od 2019 roku)

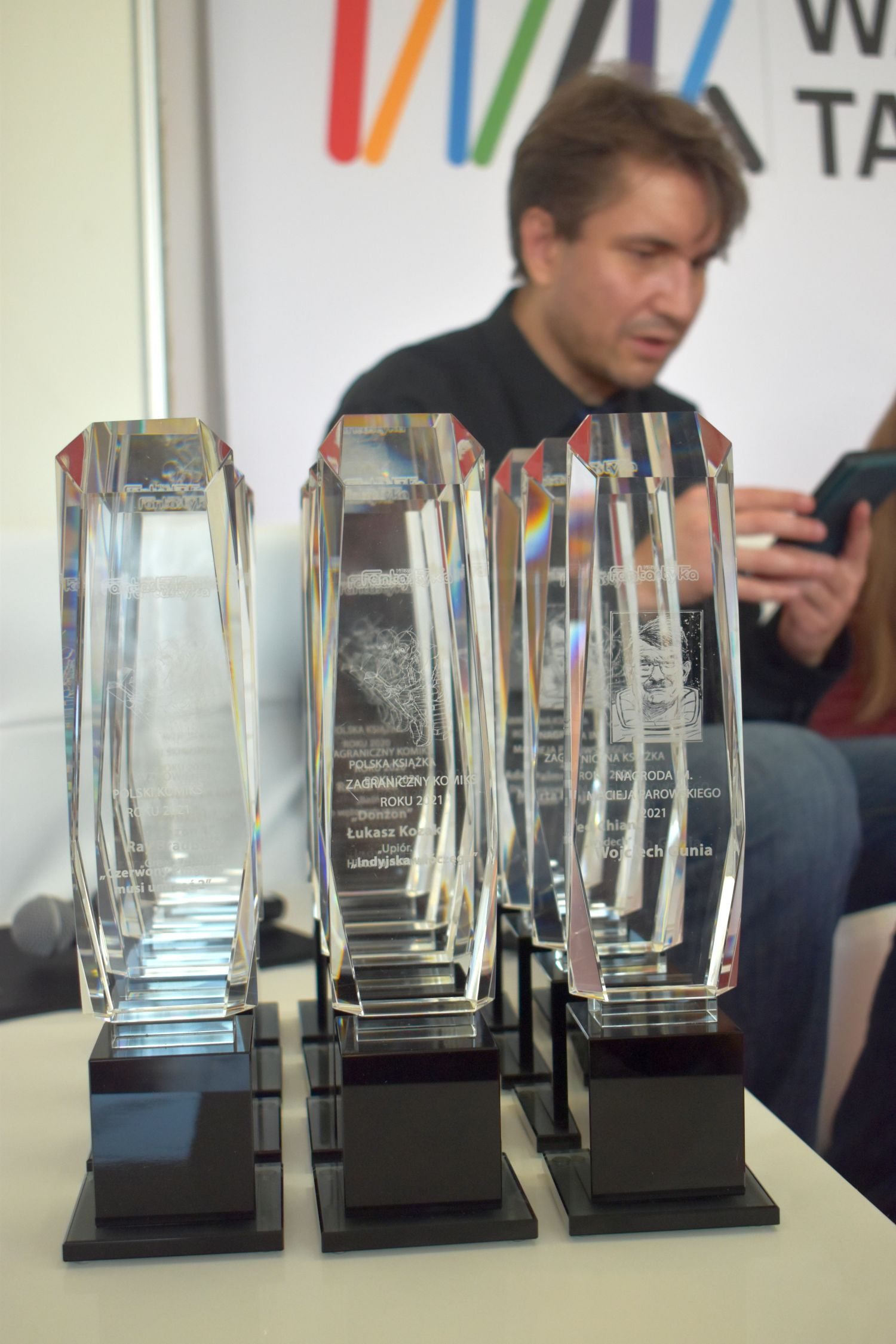
Statuetki nagród Nowej Fantastyki - 2021. W tle redaktor naczelny Jerzy Rzymowski

- Statuetki nagród Nowej Fantastyki - 2021. W tle redaktor naczelny Jerzy RzymowskiNagroda im. Macieja Parowskiego (w latach 2014–2019 jako Reflektor)
- Zagraniczny Komiks Roku (od 2020 roku)
- Polski Komiks Roku (od 2020 roku)

Kategorie minione:
- Książka Roku (2014–2018)
- Komiks Roku (2019)

## Laureaci i nominacje
| Rok  | Kategoria | Nagroda | Pozostałe nominacje |
| ---- | --- | --- | --- |
| 2014 | Książka Roku | „Tysiąc jesieni Jacoba de Zoeta” David Mitchell                                                                                                 | - „Historia krain i miejsc legendarnych” Umberto Eco - „Portret Pani Charbuque. Asystentka pisarza fantasy” Jeffrey Ford - „Gwiazdozbiór psa” Peter Heller - „Małpy Pana Boga. Obrazy” Maciej Parowski |
| 2014 | Reflektor | Cezary Zbierzchowski | - Iwona Michałowska-Gabrych - Marcin Podlewski |
| 2014 | Skład jury: Jerzy Rzymowski (przewodniczący jury), Marcin Zwierzchowski (sekretarz nagrody), Agnieszka Haska, Joanna Kułakowska, Michał Cetnarowski, Jerzy Stachowicz, Tymoteusz Wronka, Robert Ziębiński. | | |
| 2015 | Książka Roku | „Echopraksja” Peter Watts | - „Teatro Grottesco” Thomas Ligotti - „Unicestwienie” i „Ujarzmienie” Jeff VanderMeer |
| 2015 | Reflektor | Paweł Paliński | - Michał Cholewa - Paweł Majka - Radek Rak |
| 2016 | Książka Roku | „Rozłąka” Christopher Priest | - „Wodny nóż” Paolo Bacigalupi - „Wszyscy na Zanzibarze” John Brunner - „Brasyl” Ian McDonald - „Starość aksolotla” Jacek Dukaj - „Diaspora” Greg Egan - „Drażliwe tematy” Neil Gaiman - „Niebiańskie pastwiska” Paweł Majka - „Dygot” Jakub Małecki - „Philip K. Dick. Człowiek, który pamiętał przyszłość” Anthony Peake - „Głębia: Skokowiec” Marcin Podlewski - „Drugie odkrycie ludzkości. Norstrilia” Cordwainer Smith - „Trawa” Sheri S. Tepper - „Pamięć wszystkich słów” Robert M. Wegner |
| 2016 | Reflektor | Weronika Murek | - Marcin Jamiołkowski - Łukasz Malinowski - Przemysław Zańko |
| 2017 | Książka Roku | „Dom z liści” Mark Z. Danielewski | - „Przedmurze” (antologia) - „Grimm City. Wilk” Jakub Ćwiek - „Peryferal” William Gibson - „Opowiadania” Frank Herbert - „George Lucas. Gwiezdne wojny i reszta życia” Brian Jay Jones - „Rybak znad Morza Wewnętrznego” Ursula K. Le Guin - „Planeta LEMa” Stanisław Lem - „Ślady” Jakub Małecki - „Onikromos” Paweł Matuszek - „Luna: Nów” Ian McDonald - „Czasomierze” David Mitchell - „Dotyk” Claire North - „Puste niebo” Radek Rak - „10 grudnia” George Saunders - „7EW” Neal Stephenson - „Zagroda zębów” Wit Szostak |
| 2017 | Reflektor | Wojciech Zembaty | - Aleksandra Janusz - Piotr Jedliński - Marta Krajewska |
| 2017 | Skład jury: Jerzy Rzymowski (przewodniczący jury), Marcin Zwierzchowski (sekretarz nagrody), Joanna Kułakowska, Agnieszka Haska, Michał Cetnarowski, Rafał Śliwiak, Adam Skalski, Tymoteusz Wronka, Jerzy Stachowicz, Robert Ziębiński. | | |
| 2018 | Książka Roku | „Problem trzech ciał” i „Ciemny las” Cixin Liu                                                                                                  | - „Atlas lądów niebyłych” Edward Brooke-Hitching - „Hex” Thomas Olde Heuvelt - „Niepełnia” Anna Kańtoch - „Różaniec” Rafał Kosik - „Wojny przestrzeni” Paweł Majka - „Inne dziś” Elan Mastai - „Z cienia” Juan Jose Millas - „Slade House” David Mitchell - „Lem. Życie nie z tej ziemi” Wojciech Orliński - „Głębia: Napór” Marcin Podlewski - „Człowiek z sąsiedztwa” Christopher Priest - „Skrzydła nocy” Robert Silverberg - „Człowiek, który spadł na Ziemię” Walter Tevis - „Stacja centralna” Lavie Tidhar - „Pojedynek na słowa” Connie Willis - „Szpony i kły” (antologia) |
| 2018 | Reflektor | Agnieszka Hałas | - Rafał Cichowski - Grzegorz Gajek - Marcin Kowalczyk - Magdalena Kucenty - Marcin Podlewski - Istvan Vizvary |
| 2019 | Polska Książka Roku | „Woda na sicie” Anna Brzezińska | - „Inne światy” (antologia) - „Sente” Michał Cholewa - „Demon ruchu, duch czasu, widma miejsc. Fantastyczny Grabiński i jego świat” Joanna Majewska - „Głębia. Bezkres” Marcin Podlewski - „Opowiadania bizarne” Olga Tokarczuk - „Każde martwe marzenie” Robert M. Wegner |
| 2019 | Zagraniczna Książka Roku | „Poklatkowa rewolucja” Peter Watts | - „Siła” Naomi Alderman - „Wyspa” Sigríður Hagalín Björnsdóttir - „Poświata” Michael Chabon - „Koniec śmierci” Liu Cixin - „To, co najlepsze” Harlan Ellison - „Nemezis i inne utwory poetyckie” H.P. Lovecraft - „Czerwony śnieg” Ian R. MacLeod - „Ostatnie dni Nowego Paryża” China Mieville - „Lincoln w Bardo” George Saunders - „Piękna krew” Lucius Shepard - „Wzlot i upadek D.O.D.O.” Neal Stephenson i Nicole Galland - „Domostwo błogosławionych” Catherynne M. Valente - „Zrodzony” Jeff VanderMeer |
| 2019 | Wznowienie | „451 stopni Fahrenheita” Ray Bradbury „Wracać wciąż do domu” Ursula K. Le Guin                                                                  | - „Kroniki marsjańskie. Człowiek ilustrowany/Złociste...” Ray Bradbury - „Związek Żydowskich Policjantów” Michael Chabon - „Wypalić Chrom” William Gibson - „Terror” Dan Simmons - „Epoka diamentu” Neal Stephenson - „Opowiadania wszystkie” Kurt Vonnegut - „Rzeźnia numer pięć” Kurt Vonnegut |
| 2019 | Reflektor | Przemysław Zańko | - Jędrzej Burszta - Magdalena Kucenty - Aleksandra Radlak |
| 2019 | Skład Jury: Jerzy Rzymowski (przewodniczący jury), Marcin Zwierzchowski (sekretarz nagrody), Agnieszka Haska, Joanna Kułakowska, Aleksandra Radziejewska, Bartek Biedrzycki, Michał Cetnarowski, Maciej Pitala, Adam Podlewski, Adam Skalski, Jerzy Stachowicz, Rafał Śliwiak i Tymoteusz Wronka. | | |
| 2019 | Komiks Roku | „B.B.P.O.: Plaga żab” #1–4 | - „Bohaterowie kosmosu: Furkot” - „Bohaterowie kosmosu: Turbolechici” - „Corto Maltese” (tomy 5–8) - „Czarny Młot #2: Wydarzenie” - „Descender” (tomy 1–2) - „Ernest i Rebeka” (tomy 1–2) - „Goon” #1 - „Hawkeye” (tomy 3–4) - „Head Lopper” (tomy 1–2) - „Hilda #5: Kamienny Las” - „Invincible” (tomy 1–2) - „Łasuch” (tomy 1–3) - „Mort Cinder” - „Pantera” - „Piękna ciemność” - „Planetary” #1 - „Saga o Potworze z Bagien” (tomy 1–3) - „Starlight. Gwiezdny blask” - „Terminator: Nawałnica. Jednym strzałem” - „The Black Monday Murders #02: Waga” - „Transmetropolitan” (tomy 1–3) - „Zaćmienie” - „Złoty wiek #1”                                                                                       |
| 2019 | Komiksy nominowało jury w składzie: Jakub Demiańczuk, Paweł Deptuch, Kajetan Kusina, Waldemar Miaśkiewicz, Przemysław Pawełek, Kamil Śmiałkowski. | | |
| 2020 | Polska Książka Roku | „Baśń o wężowym sercu” Radek Rak | - „Distortion” Cezary Zbierzchowski - „Światotwórstwo w fantastyce. Od przedstawienia do zamieszkiwania” Krzysztof M. Maj - „Historie fandomowe” Tomasz Pindel |
| 2020 | Zagraniczna Książka Roku | „Do błyskawicy podobne” Ada Palmer | - „Nie ma czasu. Myśli o tym, co ważne” Ursula Le Guin - „Słownik miejsc wyobrażonych” Alberto Manguel, Gianni Guadalupi - „Świat miniony” Tom Sweterlitsch - „Siedem śmierci Evelyn Hardcastle” Stuart Turton - „Śpiewajcie, z prochów, śpiewajcie” Jesmyn Ward |
| 2020 | Wznowienie | „Cała Orsinia/Malafrena” Ursula Le Guin | - „Kwiaty dla Algernona” Daniel Keyes |
| 2020 | Nagroda im. Macieja Parowskiego (dawniej Reflektor) | Marta Krajewska | - Magdalena Świerczek-Gryboś - Karolina Fedyk |
| 2020 | Skład jury: Jerzy Rzymowski (przewodniczący jury), Marcin Zwierzchowski (sekretarz nagrody), Agnieszka Haska, Joanna Kułakowska, Aleksandra Radziejewska, Bartek Biedrzycki, Michał Cetnarowski, Maciej Pitala, Adam Podlewski, Adam Skalski, Jerzy Stachowicz, Rafał Śliwiak i Tymoteusz Wronka. | | |
| 2020 | Zagraniczny Komiks Roku | „Donżon” | - „Vision” - „Promethea” Tom 1 - „Doom Patrol” Tom 1 - „Doktor Star i Królestwo Straconej Przyszłości” |
| 2020 | Polski Komiks Roku | „Wydział 7. Sezon 1” | - „Niezwyciężony” - „Brom” Tom 1 |
| 2020 | Komiksy nominowało jury w składzie: Jakub Demiańczuk, Paweł Deptuch, Waldemar Miaśkiewicz, Przemysław Pawełek, Kamil Śmiałkowski. | | |
| 2021 | Polska Książka Roku | „Upiór. Historia naturalna” Łukasz Kozak | - „Harde baśnie” (antologia) - Bartek Biedrzycki, „Zimne światło gwiazd” - Wojciech Gunia, „Dom wszystkich snów” - Agnieszka Hałas, „Czerń nie zapomina” - Romuald Pawlak, „Podarować niebo” |
| 2021 | Zagraniczna Książka Roku | „Wydech” Ted Chiang | - Francois Baranger, H.P. Lovecraft, „W górach szaleństwa tom I” - Susanna Clarke, „Piranesi” - R.A. Lafferty, „Opowiadania najlepsze” - Erin Morgenstern, „Bezgwiezdne morze” - Ada Palmer, „Siedem kapitulacji” |
| 2021 | Wznowienie | „Green Town” Ray Bradbury | - Alfred Bester, „Gwiazdy moim przeznaczeniem” - Joe Haldeman, „Wieczna wojna” - Walter Miller, „Kantyczka dla Leibowitza” - Roger Zelazny, „Pan Światła” |
| 2021 | Nagroda im. Macieja Parowskiego (dawniej Reflektor) | Wojciech Gunia | - Jakub Bielawski - Krystyna Chodorowska - Krzysztof Matkowski - Magdalena Świerczek-Gryboś |
| 2021 | Skład jury: Jerzy Rzymowski (przewodniczący jury), Łukasz Wiśniewski (sekretarz nagrody), Agnieszka Hałas, Agnieszka Haska, Joanna Kułakowska, Aleksandra Radziejewska, Agnieszka Włoka, Michał Cetnarowski, Maciej Pitala, Adam Skalski, Jerzy Stachowicz, Rafał Śliwiak, Kamil Śmiałkowski, Tymoteusz Wronka i Marcin Zwierzchowski (ze względu na obecność książek „Harde baśnie” oraz „Czerń nie zapomina” na długiej liście nominacyjnej, Agnieszka Hałas nie brała udziału w głosowaniu w kategorii Polska Książka roku).               | | |
| 2021 | Zagraniczny Komiks Roku | „Indyjska włóczęga” Alain Ayroles Juanjo Guarnido                                                                                               | - Tom Gauld, „Instytut bombowych teorii” - Tom King, Mitch Gerads, „Mister Miracle” - Jack Kirby, „Przedwieczni” - Mike Mignola, „Niesamowita dokręcana głowa i inne kurioza” |
| 2021 | Polski Komiks Roku | „Czerwony Pingwin musi umrzeć 2” Michał „Śledziu” Śledziński                                                                                    | - Zbigniew Kasprzak, „Bogowie z gwiazdozbioru Aquariusa” - Tomasz Samojlik, „Wiedźmun tom 1” - Robert Sienicki, Jan Mazur, Igor Wolski, Tomasz Grządziela, „Rycerz Janek” |
| 2021 | Komiksy nominowało jury w składzie: Jakub Demiańczuk, Paweł Deptuch, Waldemar Miaśkiewicz, Przemysław Pawełek, Kamil Śmiałkowski, Tymoteusz Wronka, Łukasz Wiśniewski i Marcin Zwierzchowski. | | |
| 2022 | Polska Książka Roku | „Anatomia pęknięcia” Michał Protasiuk | - Michał Cetnarowski, „Gnoza” - Agnieszka Gajewska, „Stanisław Lem. Wypędzony z Wysokiego Zamku” - Artur Nowakowski, „Klubówkowe szaleństwo” - Magdalena Salik, „Płomień” - Grzegorz Uzdański, „Wypiór” |
| 2022 | Zagraniczna Książka Roku | „Czarny lampart, czerwony wilk” Marlon James | - Ta-Nehisi Coates, „Wodny tancerz” - Mariana Enriquez, „Nasza część nocy” - Kazuo Ishiguro, „Klara i słońce” - Arkady Martine, „Pamięć zwana Imperium” - Jean Ray, „Malpertuis” - Lavie Tidhar, „Ziemia nieświęta” |
| 2022 | Wznowienie | „Piknik na skraju drogi i inne utwory” Arkadij i Borys Strugaccy                                                                                | - Clive Barker, „Księgi krwi 1–3” - John Crowley, „Małe, duże” - William Gibson, „Trylogia Mostu” - George Orwell, „1984” - Neville Shute, „Ostatni brzeg” |
| 2022 | Nagroda im. Macieja Parowskiego (dawniej Reflektor) | Magdalena Salik | - Magdalena Kucenty - Anna Nieznaj - Paweł Radziszewski - Marta Sobiecka |
| 2022 | Skład jury: Jerzy Rzymowski (przewodniczący jury), Łukasz Wiśniewski (sekretarz nagrody), Agnieszka Hałas, Agnieszka Haska, Joanna Kułakowska, Agnieszka Włoka, Michał Cetnarowski, Tomasz Gałązka, Michał Hernes, Maciej Pitala, Adam Skalski, Jerzy Stachowicz, Marceli Szpak, Rafał Śliwiak, Tymoteusz Wronka i Marcin Zwierzchowski (ze względu na obecność książki „Gnoza” na liście nominacji, Michał Cetnarowski nie brał udziału w głosowaniu w kategorii Polska Książka roku).                                                       | | |
| 2022 | Zagraniczny Komiks Roku | „Ptaszyna” Darcy Van Poelgeest Ian Bertram | - Diego Agrimbau, Lucas Varela, „Człowiek” - J.M. DeMatteis, Jon J Muth, „Moonshadow” - Daniel Warren Johnson, Mike Spicer, „Wonder Woman – Martwa ziemia” - Jody LeHeup, Nathan Fox, „The Weatherman 1–2” - Stanisław Lem, Jon J Muth, „Podróż siódma” |
| 2022 | Polski Komiks Roku | „Oszołomiające bajki urłałckie” Krzysztof Owedyk                                                                                                | - Jan Mazur, Robert Sienicki, „Ostatni pisarz” - Unka Odya, „Brom 2” - Marek Turek, „Fastnachtspiel” |
| 2022 | Komiksy nominowało jury w składzie: Jakub Demiańczuk, Paweł Deptuch, Waldemar Miaśkiewicz, Przemysław Pawełek, Kamil Śmiałkowski, Marceli Szpak, Tymoteusz Wronka, Łukasz Wiśniewski i Marcin Zwierzchowski. | | |
| 2023 | Polska Książka Roku | „Agla. Alef” Radek Rak | - „Inne nieba” (antologia) - „Utopay” (antologia) - Łukasz Orbitowski, „Chodź ze mną” - Olga Tokarczuk, „Empuzjon” - Jakub Turkiewicz, „Wojna gwiazd. Opowieść o genezie polskiego fandomu «Gwiezdnych wojen»" - Roch Urbaniak, „Zaklinacz tygrysów” |
| 2023 | Zagraniczna Książka Roku | „Być może gwiazdy” Ada Palmer | - John Brunner, „Zygzakowata orbita” - Kay Dick, „Oni” - John M. Ford, „Czekanie na smoka” - Georgi Gospodinow, "Schron przeciwczasowy” - Jaroslav Kalfar, „Czeski astronauta” - Łada Łuzina, „Wiedźmy Kijowa. Miecz i krzyż” - Keith Roberts, „Pawana” |
| 2023 | Wznowienie | „Wywrócony świat i inne utwory” Arkadij i Borys Strugaccy                                                                                       | - Richard Adams, „Wodnikowe wzgórze” - Arthur C. Clarke, „2001: Odyseja kosmiczna” - Robert Holdstock, „Las ożywionego mitu” - Neil Stephenson, „Cryptonomicon” - różni artyści, „Batman. Knightfall” t.1-3 - Bogusław Polch, Maciej Parowski, Jacek Rodek, „Funky Koval. Wersja czarno-biała” |
| 2023 | Nagroda im. Macieja Parowskiego (dawniej Reflektor) | Marta Sobiecka | - Justyna Hankus - Magdalena Kubasiewicz - Olga Niziołek - Anna Maria Wybraniec |
| 2023 | Skład jury: Jerzy Rzymowski (przewodniczący jury), Łukasz Wiśniewski (sekretarz nagrody), Agnieszka Hałas, Agnieszka Haska, Joanna Kułakowska, Agnieszka Włoka, Michał Cetnarowski, Tomasz Gałązka, Michał Hernes, Maciej Pitala, Adam Skalski, Jerzy Stachowicz, Marceli Szpak, Rafał Śliwiak, Tymoteusz Wronka i Marcin Zwierzchowski (ze względu na obecność książki „Inne nieba” na liście nominacji, Agnieszka Hałas nie brała udziału w głosowaniu w kategorii Polska Książka roku).                                                    | | |
| 2023 | Zagraniczny Komiks Roku | „Toppi. Kolekcja” t. 1-3 Serio Toppi | - Hubert Boulard, Frederic Leutier, „Męska skóra” - Borja Gonzales, „Nocny krzyk” - Tom King, Dave Stewart, Jorge Fornes, „Rorschach” - Ryan North, Albert Monteys, Kurt Vonnegut, „Rzeźnia numer pięć, czyli krucjata dziecięca” - Francois Schuiten, Benoit Peeters, „Mroczne miasta” t. 7-8 - James Tynion IV, Martin Simmonds, „Departament prawdy” t. 1-2 - Barry Windsor-Smith, „Potwory” |
| 2023 | Polski Komiks Roku | „Zasada trójek” Tomasz Grządziela | - Tomasz Grodecki, Rafał Bąkowicz, „Ćma” - Tomasz Grządziela, „Zasada trójek” - Bartosz Minkiewicz, „Pan Wiedźma” - Clarence Weatherspoon, „Toshiro. Wydanie zbiorcze” |
| 2023 | Komiksy nominowało jury w składzie: Jakub Demiańczuk, Paweł Deptuch, Waldemar Miaśkiewicz, Przemysław Pawełek, Kamil Śmiałkowski, Marceli Szpak, Tymoteusz Wronka, Łukasz Wiśniewski i Marcin Zwierzchowski. | | |
| 2024 | Polska Książka Roku | ,„Lagrange. Listy z Ziemi” (Wydawnictwo IX) Istvan Vizvary                                                                                      | - Michał Cholewa, „Gra o sumie niezerowej” (WarBook) - Agnieszka Hałas, „Świerszcze w soli” (SQN Imaginatio) - Justyna Hankus, „Dwie i pół duszy” (Powergraph) - Rafał Kosik, „Cyberpunk 2077. Bez przypadku” (Powergraph) - Paweł Matuszek, „Zejście49” (Wydawnictwo IX) - Radek Rak, „Agla. Aurora” (Powergraph) |
| 2024 | Zagraniczna Książka Roku | „Iluminacje” (tłum. różni, Echa) Alan Moore | - antologia, „Opowieści niesamowite z języka włoskiego” (tłum. różni, PIW) - Lord Dunsany, „Bogowie Pegany i inne opowieści fantastyczne” (tłum. Maciej Płaza, Vesper) - Yoon Ha Lee, „Gambit lisa” (tłum. Wojciech Szypuła, Mag) - Ian McDonald, „Droga bez znaczenia. Ekspres Ares” (tłum. Wojciech M. Próchniewicz, Mag) - Dan Simmons, „Modlitwy do rozbitych kamieni. Czas wszystek, światy wszystkie. Miłość i śmierć” (tłum. różni, Mag) - Michael Swanwick, „Próżniowe kwiaty. Stacje przypływu. Opowiadania najlepsze” (tłum. Piotr Cholewa, Wojciech Próchniewicz, Mag) |
| 2024 | Wznowienie | „Rozgwiazda” (tłum. Dominika Rycerz-Jakubiec, Vesper) Peter Watts                                                                               | - Arthur C. Clarke, „Spotkanie z Ramą” (tłum. Zofia Kierszys, Dom Wydawniczy Rebis) - Susanna Clarke, „Jonathan Strange i pan Norrell” (tłum. Justyna Gardzińska, Mag) - Ursula K. Le Guin, „Lawinia” (tłum. Tomasz Wilusz, Prószyński i S-ka) - Kim Stanley Robinson, „Czerwony Mars” (tłum. Ewa Wojtczak, Vesper) - Carl Sagan, „Kontakt” (tłum. Mirosław P. Jabłoński, Zysk i S-ka) |
| 2024 | Nagroda im. Macieja Parowskiego (dawniej Reflektor) | Istvan Vizvary | - Justyna Hankus |
| 2024 | Skład jury: Jerzy Rzymowski (przewodniczący), Łukasz Wiśniewski (sekretarz nagrody), Michał Cetnarowski, Tomasz Gałązka, Agnieszka Hałas, Agnieszka Haska, Michał Hernes, Krzysztof Kietzman, Aleksandra Klęczar, Joanna Kułakowska, Maciej Pitala, Adam Skalski, Jerzy Stachowicz, Marceli Szpak, Rafał Śliwiak, Agnieszka Włoka, Tymoteusz Wronka i Marcin Zwierzchowski (ze względu na obecność książki "Świerszcze w soli" na długiej liście obecności, Agnieszka Hałas nie wzięła udziału w głosowaniu w kategorii Polska Książka Roku). | | |
| 2024 | Zagraniczny Komiks Roku | „Z całej pety” (tłum. Marceli Szpak, Nagle Comics) Daniel Warren Johnson                                                                        | - Daniel Clowes, „Monica” (tłum. Wojciech Góralczyk, Kultura Gniewu) - David Mack, „Kabuki #1” (tłum. Robert Lipski, Anita Jachimowicz, SCREAM COMICS) - Bryan Lee O’Malley, „Scott Pilgrim #1” (tłum. Paweł Bulski, NAGLE!) - Benoit Peeters, Francois Schuiten, „Mroczne miasta. Teoria ziarnka piasku” (tłum. Jakub Syty, Scream Comics) - Stan Sakai, „Usagi Yojimbo. Wojna Tengu #3” (tłum. Jarosław Grzędowicz, Egmont Polska) - Bartosz Sztybor, Jesus Hervas, „Cyberpunk 2077. Słowo honoru” (tłum. Bartosz Czartoryski, Egmont) - Bartosz Sztybor, Miki Montillo, „Wiedźmin. Ballada o dwóch wilkach” (Egmont)                                                                                            |
| 2024 | Polski Komiks Roku | „Brom XXX” (BestComics) Unka Odya | - Magdalena i Michał Hińcza, „Hotel na skraju lasu”(Kultura Gniewu) - Tomasz Kontny, Marek Turek, Rafał Szłapa, Łukasz Godlewski, „Wydział 7. Savasana” / „Wydział 7. Sztorm” (Wydawnictwo Ongrys) - Xulm, „Pętla linii 168” (Kultura Gniewu) |
| 2024 | Komiksy nominowało jury w składzie: Jakub Demiańczuk, Paweł Deptuch, Sylwia Lou Kaźmierczak, Waldemar Miaśkiewicz, Tomasz Miecznikowski, Przemysław Pawełek, Matylda Sęk-Iwanek, Kamil Śmiałkowski, Marceli Szpak, Dominika Węcławek, Łukasz Wiśniewski, Tymoteusz Wronka, i Marcin Zwierzchowski. | | |
| 2025 | Polska Książka Roku | Andrzej Sapkowski, „Rozdroże kruków” (SuperNowa)                                                                                                | - Anna Brzezińska, „Mgła” (Wyd. Literackie) - Anna Kańtoch, „Czeluść” (Powergraph) - Łukasz Kucharczyk, „Granice ludzkiego poznania. O wybranych aspektach twórczości Jacka Dukaja” (Instytut Literatury) - Andrzej Miszczak, „Impneurium. Sygnały z kosmosu” (Wydawnictwo IX) - Olga Niziołek, „Dzieci jednej pajęczycy” (Powergraph) - Marcin Osuch, Konrad Wągrowski, „Pozaziemscy bogowie i kosmiczni detektywi. Polski komiks SF do 1989 roku” (Kurc) - Krzysztof Rewiuk, „Olvido” (Stalker Books) - Magdalena Salik, „Wściek” (Powergraph) |
| 2025 | Zagraniczna Książka Roku | Stanisław Lem, Ursula K. Le Guin, „I mów, że moja chwała z przyjaciół się bierze. Listy 1972-1984” (tłum. Robert Sudół, Wydawnictwo Literackie) | - antologia, „Opowieści niesamowite z języka czeskiego” (wybór: Andrzej Jagodziński, Państwowy Instytut Wydawniczy) - Ian McDonald, „Hopelandia” (tłum. Wojciech Próchniewicz, Wydawnictwo Mag) - Sequoia Nagamatsu, „Jak wysoko zajdziemy w ciemnościach” (tłum. Agnieszka Walulik, Wyd. Literackie) - Ray Nayler, „Ciosy zagłady” oraz „Góra pod morzem” (tłum. Wojciech Próchniewicz, Michał Jakuszewski, MAG) - R.C. Sherriff, „Rękopis Hopkinsa” (tłum. Zbigniew A. Królicki, Dom Wydawniczy Rebis) - Norman Spinrad, „Żelazny sen” (tłum. Tomasz Jaworski, Rebis) |
| 2025 | Wznowienie | Ursula K. Le Guin, Charles Vess (ilustracje), „Ziemiomorze. Wydanie rozszerzone ilustrowane” (tłum. różni, Prószyński i S-ka)                   | - Italo Calvino, „Nasi przodkowie” (tłum. Barbara Sieroszewska, PIW) - Mark Z. Danielewski, „Dom z liści” (tłum. Wojciech Szypuła, Wydawnictwo Znak) - Stefan Grabiński, Rita Kaczmarska (ilustracje), „Demon ruchu” (Wydawnictwo Dwie Siostry) - Robert A. Heinlein, „Luna to surowa pani” (tłum. Wojciech Próchniewicz, MAG) - Michael Moorcock, „Elryk z Melniboné” (tłum. Danuta Górska, Zysk i S-ka) - Robert Silverberg, „W dół do ziemi” (tłum. Irena Lipińska, Wydawnictwo Vesper) - Arkadij i Boris Strugaccy, „Miasto skazane i inne utwory” (tłum. Rafał Dębski, Paweł Laudański, Prószyński i S-ka) - Jack Vance, „Kroniki Umierającej Ziemi” (tłum. Jerzy Śmiałek, Vesper)                            |
| 2025 | Nagroda im. Macieja Parowskiego (dawniej Reflektor) | Krzysztof Rewiuk | - Andrzej Kwiecień - Marta Mrozińska - Kajetan Szokalski |
| 2025 | Skład jury: Jerzy Rzymowski (przewodniczący jury), Łukasz M. Wiśniewski (sekretarz nagrody), Michał Cetnarowski, Agnieszka Haska, Michał Hernes, Krzysztof Kietzman, Aleksandra Klęczar, Joanna Kułakowska, Maciej Pitala, Adam Skalski, Jerzy Stachowicz, Marceli Szpak, Rafał Śliwiak, Tymoteusz Wronka i Marcin Zwierzchowski. | | |
| 2025 | Zagraniczny Komiks Roku | Tom King, Greg Smallwood, „Człowiek Cel” (tłum. Jacek Żuławnik, Egmont)                                                                         | - Dan Abnett, Phil Winslade, „Bezprawie” (tłum. Jacek Więckowski, Studio Lain) - Ugo Bienvenu, „Preferencje systemowe” (tłum. Aaron Welman, Scream Comics) - Richard Blake, „Most Heksagon” (tłum. Paweł Bulski, Non Stop Comics) - Romuald Giulivo, Jakub Rebelka, „Ostatni dzień Howarda Phillipsa Lovecrafta” (tłum. Olga Mysłowska, Kultura Gniewu) - Manu Larcenet, „Droga” (tłum. Paweł Łapiński, Mandioca) - José Roosevelt, „CE” (tłum. Jakub Syty, Studio Lain) - Run, „Mutafukaz” (tłum. Marta Duda-Gryc, Timof i cisi wspólnicy) - Bartosz Sztybor, Jakub Rebelka, „Cyberpunk 2077: XOXO” (Egmont) - James Tynion IV, Werther Dell’Edera, „Departament Prawdy” (tłum. Paulina Braiter, Non Stop Comics) |
| 2025 | Polski Komiks Roku | Łukasz Godlewski, „Czarne serce” (Best Comics)                                                                                                  | - Basia Majkowska, „Małpa” (Timof i cisi wspólnicy) - Piotr Marzec, „Smoła” (Kultura Gniewu) - Krzysztof Nowak, „Futuro Darko” (Nagle Comics) - Daniel Odija, Wojciech Stefaniec, „Bardo” #4 (Timof i cisi wspólnicy) - Marcin Surma, Katarzyna Witerscheim, „Heksa” (EC1 – Łódź – Miasto Kultury) - Zavka, „Promienie Xi” (Timof i cisi wspólnicy) |
| 2025 | Komiksy nominowało jury w składzie: Paweł Deptuch, Sylwia „Lou” Kaźmierczak, Waldemar Miaśkiewicz, Tomasz Miecznikowski, Przemysław Pawełek, Matylda Sęk-Iwanek, Kamil Śmiałkowski, Marceli Szpak, Dominika Węcławek, Łukasz M. Wiśniewski, Tymoteusz Wronka i Marcin Zwierzchowski. Marcin Zwierzchowski nie brał udziału w głosowaniu w kategorii Zagraniczny Komiks Roku. | | |